# Yếu tố mở đầu nhân thực
Yếu tố khởi đầu ở sinh vật nhân thực (eukaryotic initiation factor - eIFs) là các protein hoặc các phức hợp protein tham gia vào giai đoạn khởi đầu của dịch mã của sinh vật nhân chuẩn. Những protein này giúp ổn định sự hình thành các phức hợp ribosome tiền-khởi đầu xung quanh codon mở đầu và là một đầu quan trọng cho việc điều hòa gen sau phiên mã. Một số yếu tố khởi đầu tạo thành một phức hợp với tiểu phần nhỏ 40S của ribosome và Met-tRNAiMet gọi là phức hợp tiền khởi đầu 43S (43S PIC). Các yếu tố khác của phức hợp eIF4F (eIF4A, E, và G) tuyển dụng 43S PIC vào cấu trúc mũ 7G của mRNA, từ đó phức hợp 43S quét 5 '-> 3' dọc theo mRNA để tìm được codon khởi động AUG. Việc nhận diện codon khởi đầu bởi Met-tRNAiMet thúc đẩy loại bỏ nhóm phosphate và eIF1 để hình thành phức hợp tiền khởi đầu 48S (48S PIC), tiếp theo là việc tuyển dụng tiểu phần lớn là 60S để hình thành ribosome 80S. Có nhiều yếu tố khởi đầu sinh vật nhân chuẩn hơn so với các yếu tố khởi đầu ở sinh vật nhân sơ, phản ánh sự phức tạp sinh học của dịch mã nhân chuẩn. Có ít nhất mười hai yếu tố khởi đầu sinh vật nhân chuẩn, bao gồm nhiều polypeptit hơn, và chúng được mô tả dưới đây.

## eIF1và IF1A
eIF1 và eIF1A đều liên kết với phức hợp tiểu phần ribosome 40S-mRNA. Chúng cùng nhau tạo ra một cấu trúc "mở" của kênh gắn mRNA, là yếu tố quan trọng để quét, vận chuyển tRNA và bắt đầu nhận dạng codon. Đặc biệt, phân ly eIF1 từ tiểu đơn vị 40S được coi là một bước quan trọng trong việc nhận diện codon mở đầu.
eIF1 và eIF1A là các protein nhỏ (chỉ nặng 13 và 16 kDa, tương ứng ở người) và cả hai đều là thành phần của PIC 43S. eIF1 liên kết gần vị trí P của ribosome, trong khi eIF1A liên kết gần vị trí A. Hai yếu tố này có cấu trúc và chức năng theo thứ tự tương tự với yếu tố mở đầu IF3 và IF1, ở sinh vật nhân sơ.

## eIF2
eIF2 là phức hợp protein chính chịu trách nhiệm mang tRNA khởi đầu đến vị trí P của phức hợp tiền xử lý, như một phức bậc ba với cả Met-tRNAiMet  và GTP (eIF2-TC). eIF2 có tính đặc hiệu đối với tRNA khởi đầu mang methionine, khác biệt với các tRNA có chứa methionine khác được sử dụng để kéo dài chuỗi polypeptide. Theo vị trí của tRNA khởi đầu trên codon bắt đầu AUG trong vị trí P, eIF1 phân tách và eIF2 chuyển sang dạng liên kết GDP thông qua loại bỏ nhóm phosphate. Sự thủy phân này cũng báo hiệu cho sự phân ly của eIF3, eIF1 và eIF1A, và cho phép tiểu đơn vị lớn liên kết. Điều này báo hiệu sự bắt đầu của pha kéo dài.
eIF2 có ba tiểu đơn vị, eIF2-α, β và γ. Tiểu đơn vị α ban đầu là đích của sự phosphoryl điều hòa và có tầm quan trọng đặc biệt đối với các tế bào mà có thể cần phải tắt tổng hợp protein toàn bộ như một đáp ứng với các tín hiệu tế bào. Khi phosphoryl hóa, nó phân tách thành eIF2B (không bị nhầm lẫn với eIF2β), một nhân tố trao đổi nucleotide guanine. (GEF). Không có GEF này, GDP không thể được trao đổi cho GTP, và dịch mã bị đình trệ. Một ví dụ của điều này là sự dịch mã điều khiển bởi eIF2α bị ức chế ở hồng cầu lưới khi thiếu sắt. Trong trường hợp nhiễm virus, protein kinase R (PKR) phosphoryl hóa eIF2α khi dsRNA được phát hiện trong nhiều sinh vật đa bào, dẫn đến chết tế bào.
Các protein eIF2A và eIF2D đều được đặt tên là 'eIF2' nhưng không phải là một phần của phức tam hợp eIF2 và chúng dường như đóng các chức năng đơn lẻ trong dịch mã. Thay vào đó, chúng có vẻ như tham gia vào các con đường chuyên biệt, chẳng hạn như khởi đầu dịch mã "độc lập với eIF2", hoặc tái khởi đầu. 

## eIF3
eIF3 độc lập liên kết với tiểu đơn vị 40S ribosome, nhiều yếu tố khởi đầu và mARN của tế bào và virus.
Ở động vật có vú, eIF3 là yếu tố khởi đầu lớn nhất, gồm 13 tiểu đơn vị (a-m). Nó có trọng lượng phân tử ~ 800 kDa và điều khiển việc lắp ráp tiểu đơn vị 40S ribosomal trên mRNA có 5 'mũ hoặc một IRES. eIF3 có thể sử dụng phức hợp eIF4F, hoặc thay đổi trong quá trình khởi đầu, một IRES (Internal ribosome entry segment), để định vị dải mRNA gần vị trí thoát của tiểu đơn vị 40S của ribosome, do đó thúc đẩy việc lắp ráp phức hợp tiền khởi đầu có chức năng.
Trong nhiều bệnh ung thư ở người, các tiểu đơn vị eIF3 được biểu hiện quá mức (tiểu đơn vị a, b, c, h, i và m) và không được triệu tập (tiểu đơn vị e và f). Một cơ chế tiềm năng để giải thích mất điều hòa này xuất phát từ phát hiện rằng eIF3 liên kết một tập hợp cụ thể của mRNA điều chỉnh tăng sinh tế bào và điều hòa sự dịch mã của chúng. eIF3 cũng trung gian truyền tín hiệu tế bào thông qua S6K1 và mTOR/Raptor để thực hiện điều hòa dịch mã.

## eIF4F
Phức hợp eIF4F gồm ba tiểu đơn vị: eIF4A, eIF4E và eIF4G. Mỗi tiểu đơn vị có nhiều đồng dạng ở con người và tồn tại các protein eIF4 bổ sung: eIF4B và eIF4H.
eIF4G là một protein giàn 175,5 kDa tương tác với eIF3 và protein liên kết đuôi poly (A) (PABP), cũng như các thành viên khác của phức hợp eIF4F. eIF4E nhận biết và liên kết với cấu trúc mũ 5' của mRNA, trong khi eIF4G liên kết PABP, mà sẽ gắn với đuôi poly (A), có khả năng cuộn tròn và kích hoạt liên kết mRNA. eIF4A - một RNA helicase hộp DEAD - rất quan trọng trong việc xử lý các cấu trúc thứ cấp của mRNA.
eIF4B chứa hai miền liên kết RNA - một cái tương tác không đặc biệt với mRNA, trong khi cái thứ hai liên kết đặc hiệu với phần 18S của tiểu đơn vị ribosome nhỏ. Nó hoạt động như một neo, cũng như một cofactor quan trọng cho eIF4A. Nó cũng là một chất ở trạng thái nền của S6K, và khi được phosphoryl hóa, nó thúc đẩy sự hình thành của phức hợp tiền khởi đầu. Ở động vật có xương sống, eIF4H là một yếu tố khởi đầu bổ sung có chức năng tương tự với eIF4B.

## eIF5 và eIF5B
eIF5 là một protein kích thích hoạt tính GTPase, giúp tiểu đơn vị ribosome lớn liên kết với tiểu đơn vị nhỏ. Nó là cần thiết cho thủy phân GTP bởi eIF2 và chứa các amino acid bất thường là hypusine.
eIF5B là một GTPase, và được tham gia vào việc lắp ráp toàn bộ ribosome. Nó có chức năng khá tương tự như IF2 vi khuẩn.

## eIF6
eIF6 thực hiện sự ức chế tương tự của sự kết hợp ribosome như eIF3, nhưng là gắn với tiểu đơn vị lớn.